# Sammamish
Sammamish je město v americkém státě Washington, ležící v okresu King County. V roce 2010 zde žilo 45 780 obyvatel, což znamenalo nárůst o 34,2 % oproti sčítání o deset let dříve, kdy zde žilo 34 104 lidí. Město leží východně od Sammamišského jezera a západně od údolí Snoqualmie. Sammamish bylo dlouhodobě nezařazeným územím. Až do období sedmdesátých a osmdesátých let, kdy zde byly vystavěny příměstské domy, nákupní centra a školy, šlo o venkovský typ sídla. V roce 1999 se Sammamish stalo městem.